# Phyllotreta rugifrons
Phyllotreta rugifrons là một loài bọ cánh cứng trong họ Chrysomelidae. Loài này được Küster miêu tả khoa học năm 1849.

## Hình ảnh

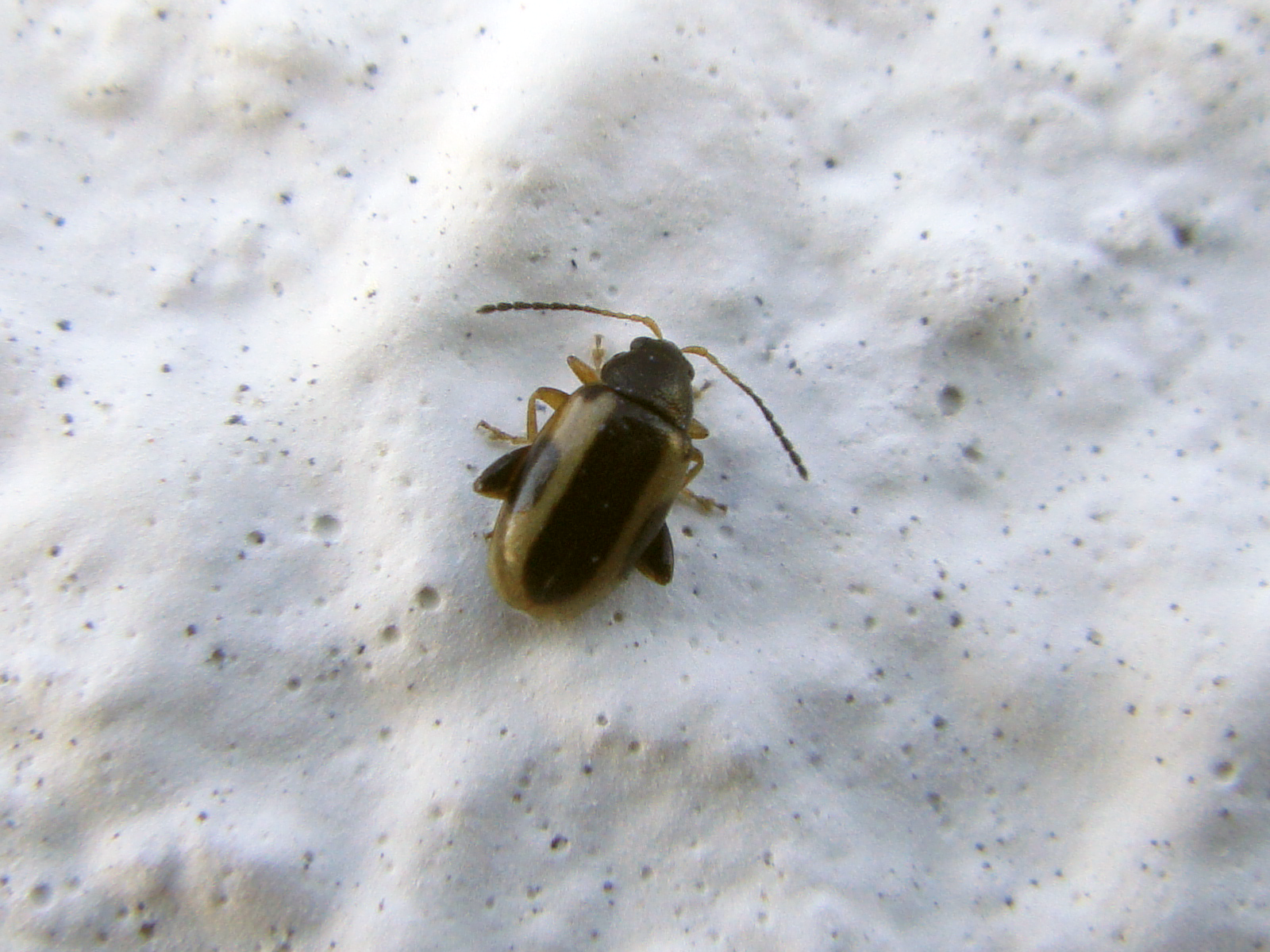